# Setodes kapchajalaja
Setodes kapchajalaja är en nattsländeart som beskrevs av Schmid 1987. Setodes kapchajalaja ingår i släktet Setodes och familjen långhornssländor. Inga underarter finns listade i Catalogue of Life.